# Psaphara conwayi
Psaphara conwayi är en fjärilsart som beskrevs av Richards 1941. Psaphara conwayi ingår i släktet Psaphara och familjen nattflyn. Inga underarter finns listade i Catalogue of Life.